# Baubigny (Mancha)
Baubigny é uma comuna francesa na região administrativa da Normandia, no departamento Mancha. Estende-se por uma área de 6,44 km². Em 2010 a comuna tinha 146 habitantes (densidade: 22,7 hab./km²).